# Przytuły (powiat ełcki)
Przytuły (niem. Przytullen, w latach 1927–1945 Seefrieden) – wieś w Polsce położona w województwie warmińsko-mazurskim, w powiecie ełckim, w gminie Ełk.
W latach 1975–1998 miejscowość należała administracyjnie do województwa suwalskiego. Osada sąsiaduje z Jeziorem Przytulskim i jeziorem Zdrężno.